# Toboggan (traîneau)
Pour les articles homonymes, voir Toboggan.

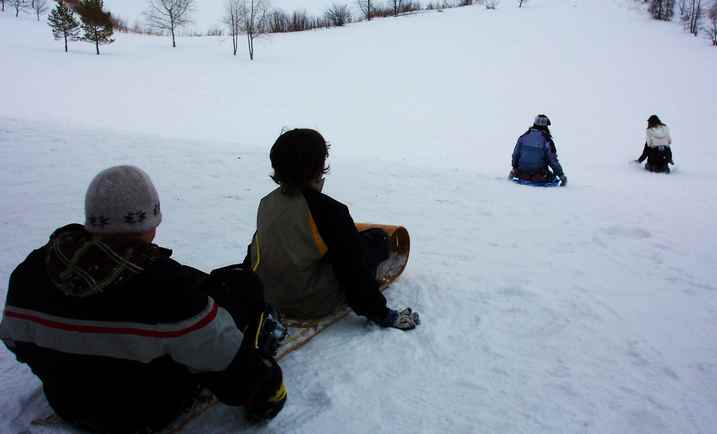
Prêts à partir.

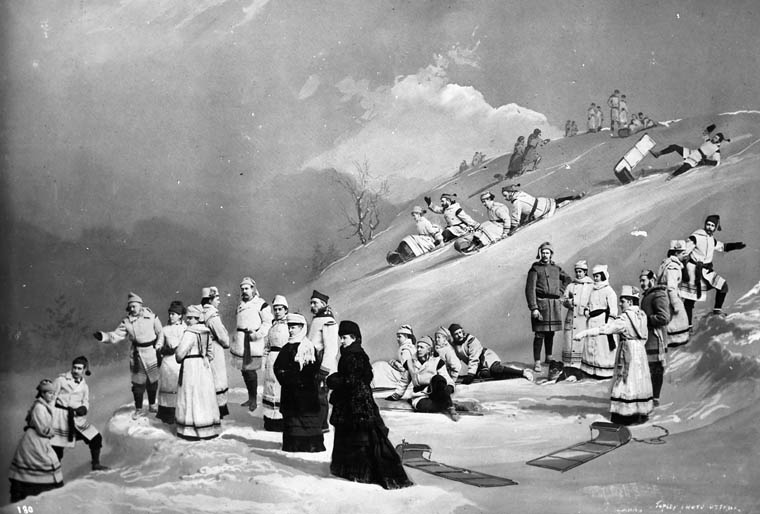
La Partie de toboggan, photographie composite provenant de l'album personnel de Lady Dufferin (vers 1872-1875).

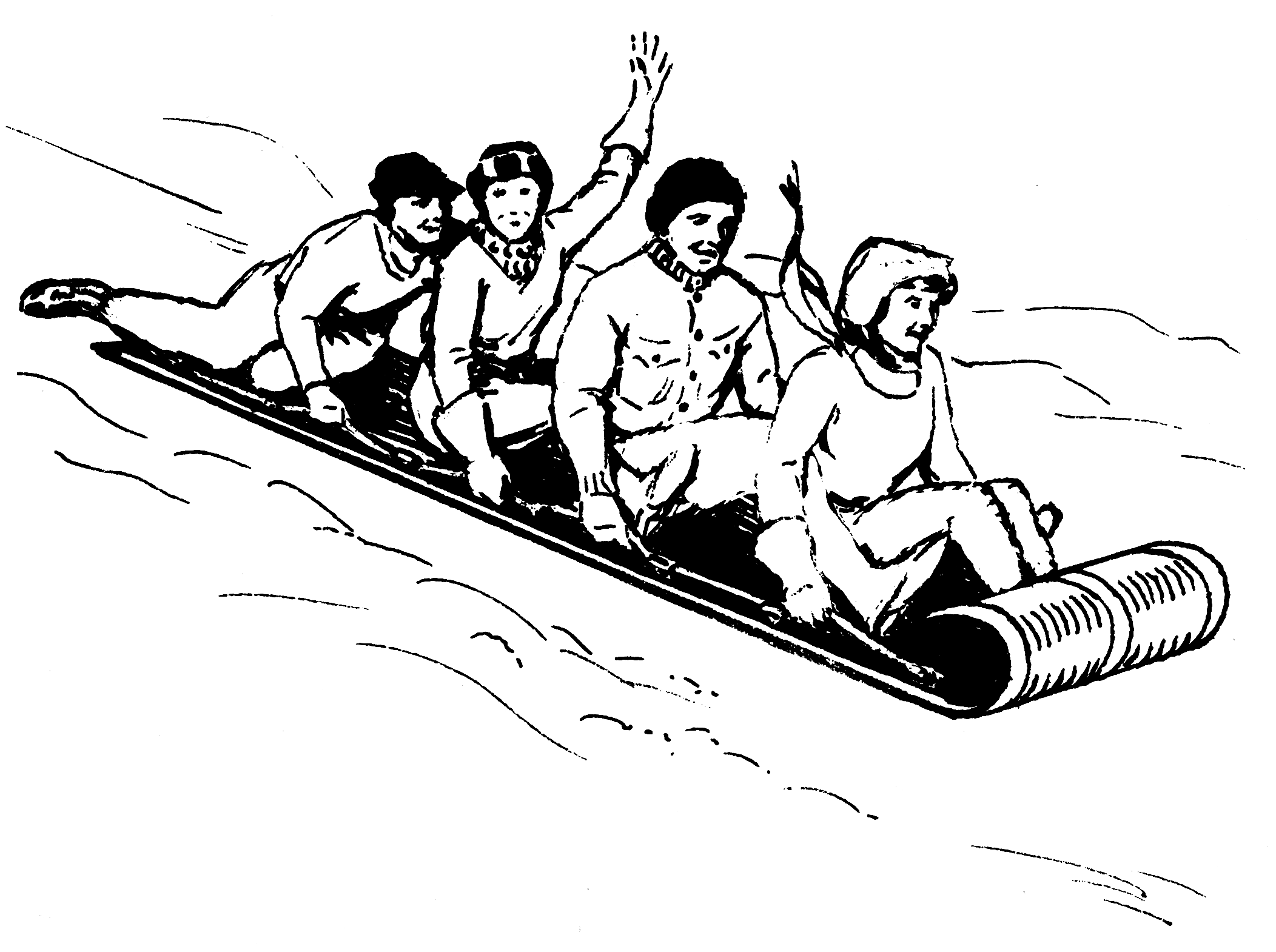
Illustration éducative du XXe siècle.

Le toboggan, la traîne sauvage ou encore tabaganne et tobaganne, est un traîneau utilisé sur la neige pour transporter des personnes (souvent des enfants) sur la pente d'une colline dans un but récréatif. La version olympique de ce sport récréatif est le bobsleigh. Quelques endroits sont uniquement destinés à la pratique du toboggan, il s'y déroule des courses semblables au bobsleigh.
Il est également utilisé par des patrouilles militaires pour transporter des patients.

## Description
Sa conception traditionnelle simple a subi des modifications avec le temps. Contrairement à la plupart des traîneaux, il ne possède pas de ski ou de lame, son fond portant directement sur la neige. Le toboggan traditionnel est constitué de lamelles en bois parallèles dont l'avant est recourbé pour former un « J », facilitant la glissade. Une corde permet de tirer l'engin quand on remonte la pente ou sur le plat, mais celle-ci n'est pas toujours présente. Le pratiquant s'assied avec les pieds dans la boucle de l'avant, et chacun des autres prend la taille de la personne qui est devant lui. Il existe aujourd'hui des toboggans en aluminium.
Dans le bobsleigh l'avant est prolongé et incurvé avec des parois latérales.

## Terminologie
Le terme « toboggan » est d'origine algonquine (otaban pour « traîne ») et possède plusieurs variantes terminologiques selon les différentes nations. Les européens ont emprunté le terme « toboggan » de l'anglais, lui-même issu du français canadien.
Les termes tabaganne et tobaganne sont de genre féminin.
Le terme « traîne sauvage » remonte à la Nouvelle-France et est parfois encore utilisé, bien qu'offensant. Il est composé de « traîne », qui signifiait traîneau et était déjà attesté en France à la fin du XVIIe siècle, et de « sauvage », qui était le nom donné par les colons européens aux amérindiens.

## Histoire

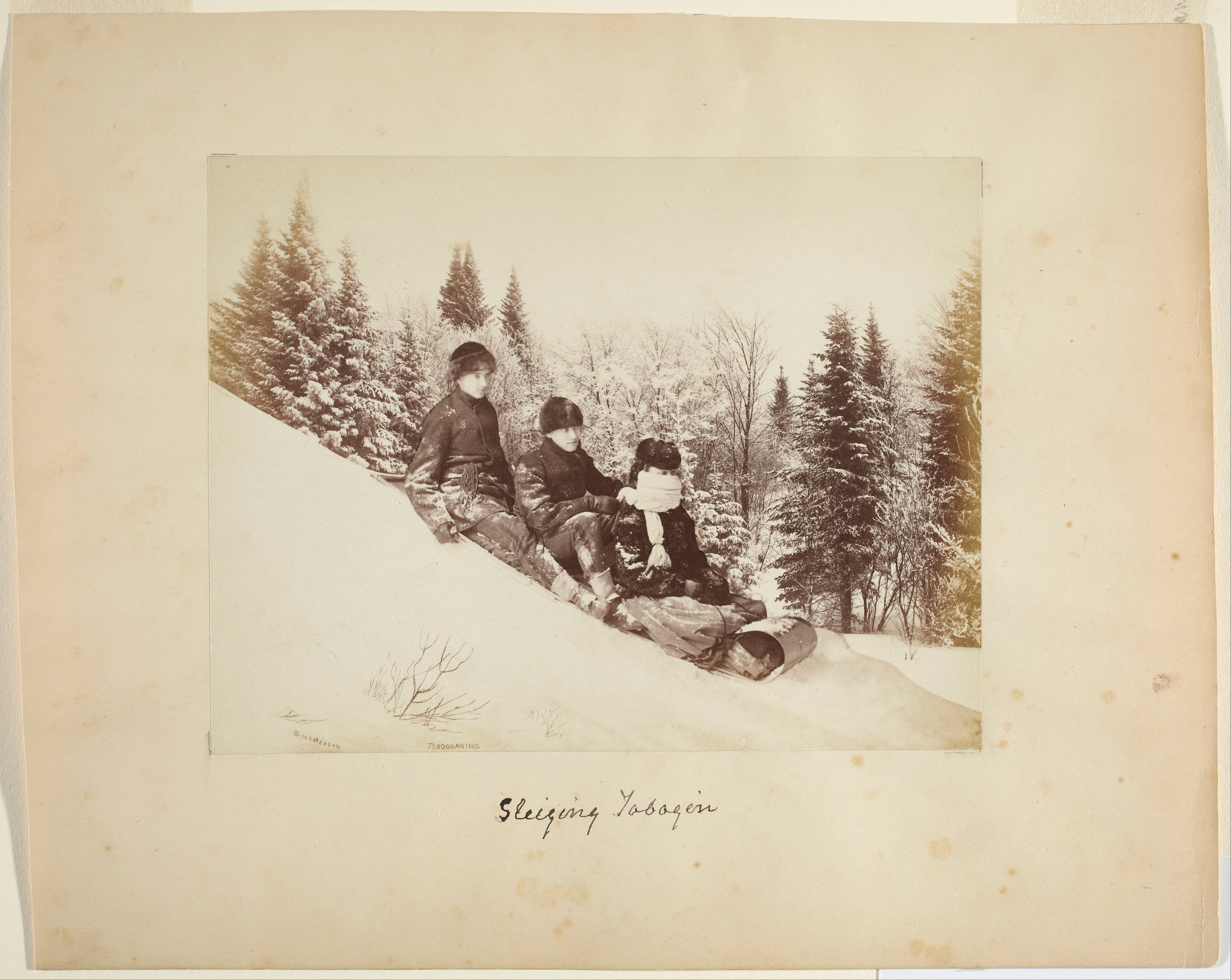
Toboggan en Ontario, 1873

La tabaganne est d'origine amérindienne et est passé dans la culture de la Nouvelle-France à la suite des fréquents contacts entre les deux cultures, tout comme les raquettes. Ces traîneaux étaient utilisés par les autochtones pour transporter de l'équipement et autres biens variés sur la neige. Ils étaient habituellement fait de bois de feuillus recourbé à la vapeur.
Son homologue inuit est le cométique.

### Articles liés
- Bobsleigh
- Fédération internationale de bobsleigh et de tobogganing
- Luge (loisir)
- Tapis-luge
- Cométique
- Sport de glisse
- Sport d'hiver